# Paul LaDue
Paul LaDue (* 6. September 1992 in Grand Forks, North Dakota) ist ein US-amerikanischer Eishockeyspieler, der seit Juli 2024 bei MODO Hockey aus der Svenska Hockeyligan (SHL) unter Vertrag steht und dort auf der Position des Verteidigers spielt. Sein Cousin Luke Johnson ist ebenfalls professioneller Eishockeyspieler.

## Karriere
LaDue verbrachte seine Juniorenzeit unter anderem zwischen 2010 und 2011 bei den Alexandria Blizzard in der North American Hockey League und von 2011 bis 2013 den Lincoln Stars in der United States Hockey League. Während der Zeit bei den Stars wurde er im NHL Entry Draft 2012 in der sechsten Runde an 181. Stelle von den Los Angeles Kings aus der National Hockey League ausgewählt. Kurz vor seinem 21. Geburtstag schrieb sich der Verteidiger an der University of North Dakota im Fach Sozialwissenschaften ein. Für die Universität lief er in den folgenden drei Jahren bis zum Frühjahr 2016 parallel für das Eishockeyteam in der National Collegiate Hockey Conference, einer Division im Spielbetrieb der National Collegiate Athletic Association, auf.
Am Saisonende im April 2016 unterschrieb LaDue einen Profivertrag bei den Los Angeles Kings, wodurch er sein Studium vorzeitig beendete. Zum Ende der Saison 2015/16 kam er in drei Play-off-Partien der Ontario Reign, Los Angeles’ Farmteam in der American Hockey League, zum Einsatz. Auch die Spielzeit 2016/17 begann der Abwehrspieler bei den Reign, ehe er im Februar 2017 erstmals in den NHL-Kader der Kings berufen wurde und dort wenig später debütierte. Nach vier Jahren in Los Angeles wurde sein auslaufender Vertrag nach der Spielzeit 2019/20 nicht verlängert, sodass er sich im Oktober 2020 als Free Agent den Washington Capitals anschloss. Auch diese boten ihm im Sommer 2021 keine Vertragsverlängerung an, sodass er im September 2021 abermals als Free Agent zu den New York Islanders wechselte. Mit Ausnahme eines Spiels für New York kam LaDue in den folgenden drei Jahren ausschließlich bei deren AHL-Kooperationspartner Bridgeport Islanders zu Einsätzen.
Im Sommer 2024 suchte er mit dem Wechsel zu MODO Hockey aus der Svenska Hockeyligan (SHL) eine neue Herausforderung auf dem europäischen Kontinent.

## Erfolge und Auszeichnungen
- 2011 NAHL Second All-Rookie Team
- 2013 USHL First All-Star Team
- 2014 NCHC All-Rookie Team

## Karrierestatistik
Stand: Ende der Saison 2023/24
(Legende zur Spielerstatistik: Sp oder GP = absolvierte Spiele; T oder G = erzielte Tore; V oder A = erzielte Assists; Pkt oder Pts = erzielte Scorerpunkte; SM oder PIM = erhaltene Strafminuten; +/− = Plus/Minus-Bilanz; PP = erzielte Überzahltore; SH = erzielte Unterzahltore; GW = erzielte Siegtore; 1 Play-downs/Relegation; Kursiv: Statistik nicht vollständig)